# Eucereon drucei
Eucereon drucei är en fjärilsart som beskrevs av Kirby 1892. Eucereon drucei ingår i släktet Eucereon och familjen björnspinnare. Inga underarter finns listade i Catalogue of Life.